# Eugenia illepida
Eugenia illepida är en myrtenväxtart som beskrevs av Mcvaugh. Eugenia illepida ingår i släktet Eugenia och familjen myrtenväxter. Inga underarter finns listade i Catalogue of Life.